# Trofeo Matteotti 1975
Il Trofeo Matteotti 1975, trentesima edizione della corsa, si svolse il 22 giugno 1975 su un percorso di 259,2 km; la corsa fu valida anche come campionato nazionale italiano in linea (sessantacinquesima edizione). La vittoria fu appannaggio di Francesco Moser, che completò il percorso in 7h07'02", precedendo Valerio Lualdi e Costantino Conti.

## Ordine d'arrivo (Top 10)
| Pos. | Corridore          | Squadra        | Tempo    |
| ---- | ------------------ | -------------- | -------- |
| 1    | Francesco Moser    | Filotex        | 7h07'02" |
| 2    | Valerio Lualdi     | Brooklyn       | s.t.     |
| 3    | Costantino Conti   | Furzi-FT       | a 0'28"  |
| 4    | Italo Zilioli      | Magniflex      | a 0'35"  |
| 5    | Marcello Osler     | Brooklyn       | s.t.     |
| 6    | Wilmo Francioni    | Magniflex      | s.t.     |
| 7    | Adriano Pella      | Zonca-Santini  | s.t.     |
| 8    | Pierino Gavazzi    | Jollj Ceramica | s.t.     |
| 9    | Davide Boifava     | Furzi-FT       | s.t.     |
| 10   | Luciano Borgognoni | Zonca-Santini  | s.t.     |